# Costa Rica az 1996. évi nyári olimpiai játékokon
Costa Rica az egyesült államokbeli Atlantában megrendezett 1996. évi nyári olimpiai játékok egyik részt vevő nemzete volt. Az országot az olimpián 6 sportágban 11 sportoló képviselte, akik összesen 1 érmet szereztek.

## Érmesek
| Érem  | Versenyző    | Sportág | Versenyszám     |
| ----- | ------------ | ------- | --------------- |
| Arany | Claudia Poll | Úszás   | Női 200 m gyors |

## Atlétika
Férfi
| Versenyző        | Versenyszám | Eredmény | Helyezés |
| ---------------- | ----------- | -------- | -------- |
| José Luis Molina | Maraton     | 2:17:49  | 24.      |

Női
| Versenyző     | Versenyszám | Előfutam | Előfutam | Előfutam | Negyeddöntő | Negyeddöntő | Negyeddöntő | Elődöntő | Elődöntő | Elődöntő | Döntő   | Döntő    |
| Versenyző     | Versenyszám | Idő      | Hely.    | Össz.    | Idő         | Hely.       | Össz.       | Idő      | Hely.    | Össz.    | Idő     | Helyezés |
| ------------- | ----------- | -------- | -------- | -------- | ----------- | ----------- | ----------- | -------- | -------- | -------- | ------- | -------- |
| Zoila Stewart | 400 m       | 52,66    | 5.       | 31.      | kiesett     | kiesett     | kiesett     | kiesett  | kiesett  | kiesett  | kiesett | kiesett  |

## Cselgáncs
Férfi
| Versenyző   | Versenyszám  | Selejtező                   | 32-es főtábla        | Nyolcaddöntő      | Negyeddöntő       | Elődöntő          | Vigaszág első kör | Vigaszág negyeddöntő | Vigaszág elődöntő | Bronz- mérkőzés   | Döntő             | Helyezés |
| Versenyző   | Versenyszám  | Ellenfél Eredmény           | Ellenfél Eredmény    | Ellenfél Eredmény | Ellenfél Eredmény | Ellenfél Eredmény | Ellenfél Eredmény | Ellenfél Eredmény    | Ellenfél Eredmény | Ellenfél Eredmény | Ellenfél Eredmény | Helyezés |
| ----------- | ------------ | --------------------------- | -------------------- | ----------------- | ----------------- | ----------------- | ----------------- | -------------------- | ----------------- | ----------------- | ----------------- | -------- |
| Henry Núñez | Könnyűsúly   | erőnyerő                    | Amir Ghomi (IRI) · V | kiesett           | kiesett           | kiesett           |                   |                      |                   |                   |                   | 21.      |
| Ronny Gómez | Félnehézsúly | Hajrullo Nazrijev (TJK) · V | kiesett              | kiesett           | kiesett           | kiesett           |                   |                      |                   |                   |                   | 31.      |

## Kajak-kenu

### Szlalom
| Versenyző        | Versenyszám       | Döntő    | Döntő    | Döntő    | Döntő    | Döntő         | Döntő         |
| Versenyző        | Versenyszám       | 1. futam | 1. futam | 2. futam | 2. futam | Jobb eredmény | Jobb eredmény |
| Versenyző        | Versenyszám       | Pont     | Hely.    | Pont     | Hely.    | Pont          | Helyezés      |
| ---------------- | ----------------- | -------- | -------- | -------- | -------- | ------------- | ------------- |
| Roger Madrigal   | Férfi kajak egyes | 180,34   | 30.      | 219,97   | 40.      | 180,34        | 39.           |
| Gilda Montenegro | Női kajak egyes   | 371,97   | 28.      | 265,93   | 24.      | 265,93        | 28.           |

## Kerékpározás

### Hegyi-kerékpározás
| Versenyző          | Versenyszám        | Idő                | Helyezés |
| ------------------ | ------------------ | ------------------ | -------- |
| José Andrés Brenes | Férfi terepverseny | 2:25:51 (+0:08:13) | 6.       |

## Műugrás
Női
| Versenyző        | Versenyszám        | Selejtező | Selejtező | Elődöntő | Elődöntő | Döntő   | Döntő    |
| Versenyző        | Versenyszám        | Pont      | Helyezés  | Pont     | Helyezés | Pont    | Helyezés |
| ---------------- | ------------------ | --------- | --------- | -------- | -------- | ------- | -------- |
| Daphne Hernández | Egyéni műugrás     | 151,11    | 30.       | kiesett  | kiesett  | kiesett | kiesett  |
| Daphne Hernández | Egyéni toronyugrás | 217,77    | 26.       | kiesett  | kiesett  | kiesett | kiesett  |

## Úszás
Férfi
| Versenyző          | Versenyszám | Előfutam | Előfutam | Előfutam | Döntő   | Döntő   | Döntő   | Helyezés |
| Versenyző          | Versenyszám | Idő      | Hely.    | Össz.    | Típus   | Idő     | Hely.   | Helyezés |
| ------------------ | ----------- | -------- | -------- | -------- | ------- | ------- | ------- | -------- |
| Juan José Madrigal | 100 m mell  | 1:05,47  | 3.       | 34.      | kiesett | kiesett | kiesett | kiesett  |

Női
| Versenyző    | Versenyszám    | Előfutam | Előfutam | Előfutam | Döntő   | Döntő   | Döntő   | Helyezés |
| Versenyző    | Versenyszám    | Idő      | Hely.    | Össz.    | Típus   | Idő     | Hely.   | Helyezés |
| ------------ | -------------- | -------- | -------- | -------- | ------- | ------- | ------- | -------- |
| Claudia Poll | 200 m gyors    | 1:59,87  | 1.       | 2.       | A       | 1:58,16 | 1.      |          |
| Claudia Poll | 400 m gyors    | 4:12,07  | 1.       | 6.       | A       | 4:10,00 | 5.      | 5.       |
| Melissa Mata | 200 m pillangó | 2:23,89  | 2.       | 33.      | kiesett | kiesett | kiesett | kiesett  |